# Evangélikus templom (Marosvásárhely)
A  marosvásárhelyi evangélikus templom a Régikórház utca 7. szám alatt álló egyházi épület. Az evangélikusok a 19. század elején alkották meg egyházközségüket, és hamarosan felépítették főtéri templomukat. Ezt a templomot 1960-ban a kommunisták városrendezés céljából lebontották, hogy tömbházat építsenek helyére; az evangélikusok két lakóházat kaptak imaház és paplak céljára a Régikórház (ma str. Spitalul Vechi) és Mentovich (ma str. Toplița) utcák sarkán.

## Története
Marosvásárhelyi evangélikusokat már az  1552-es tordai országgyűlésen is említenek: a reformáció után az öntudatosodó közösség nézeteltérésbe került a katolikus többséggel, mivel a városbíró nem engedte lelkészüket prédikálni, tagjait a templomba temetkezni vagy a városi tanács tagjának maradni. Az országgyűlés az evangélikusoknak ígérte a Szent Erzsébet-kápolnát és a hozzá tartozó kápolnaigazgatói lakot. Nem ismeretes, hogy ez a Szent Erzsébet-kápolna önálló kápolna volt-e, vagy pedig a két nagyobb templom (Szent Miklós-templom és Szűz Mária-templom) egy mellékkápolnája. A Szenterzsébet utcát, ahol állt, még 1641-ben is említették, azonban helye mára feledésbe merült.
A következő utalás 1781-ből származik, mikor egy gubernális rendelet megemlíti Canonica Portio irányi igényüket. Egyházközségbe azonban csak 1818-ban tömörültek: szeptember 6-án mintegy negyven család megalkotott egy pap és tanító nélküli egyházi közösséget, és vásároltak egy házat a Kis utcában (ma a Hosszú utca kezdeti része). Ezt hamarosan elcserélték egy Hajós közi (ma str. Horea) telekért, és a Gubernium engedélyével 1827-től adományokat kezdtek gyűjteni. 1828-ban egy másik telket is vásároltak a Hajós köz és a Poklos utca (a mai Főtér) sarkán, és úgy határoztak, hogy az első telekre iskolát, az utóbbira pedig paplakot építenek. A paplak építése azonban minden vagyonukat felemésztette, imaházhoz pedig sem pénz, sem telek nem volt; így 1829-ben a paplak egy részét alakították át imaházzá.
1847-ben így számolnak be az épületekről: „A paplak jókarban levő kőház, van benne két szoba, konyha, egy kis benyíló és egy nagyobb szoba, mely istentiszteleti célokra van berendezve. Az udvarban levő ház fából épült, rozoga állapotban van, egy nagyobb, egy kisebb szobát és konyhát foglal magába.” A hívek száma ekkortájt kétszáznál is több volt, nagy részük elmagyarosodott szász. Az istentiszteletek két nyelven (németül és magyarul) folytak. 1862-ben az imatermet is tartalmazó épületet kibővítették, megnagyobbították, templomszerű megjelenést kölcsönözve neki. A kibővített épületre egységes tetőzet került, a Hajós köz felőli homlokzatnál pedig egy kis, fából ácsolt, bádoggal fedett tornyot építettek. 1884-ben megalakult a nőegylet. Iskolájukat 1851-ben alapították, működése 1866-tól állandósult a templom épületében, majd 1871–1872-ben iskolaépületet emeltek a templom mellett, amely 1888-tól a pap lakásának is helyet adott. 1902-ben egy bérházat is emeltek melléje (ezt 1922-ben eladták).
1960-ban a templom és a mellette álló tanítói lakás a kommunista városrendezés áldozata lett; helyén tömbházat (az ún. Gulliver-blokkot) építettek. Az egyháznak két neoklasszikus díszítésű, földszintes lakóházat ajánlottak fel az ún. Németvárosban, a Régikórház és Mentovich utcák sarkán. A hívek ideszállították a lebontásra ítélt főtéri templomból az oltárt, tornyot, ajtókat, ablakokat, és a teljes bútorzatot.
Az 1989-es rendszerváltás után a közösség megfogyatkozott, mivel az evangélikusok, különösen a németek, kivándoroltak. 1999–2000-ben az imaházat és a paplakot gyülekezeti adakozásból és németországi segítségből felújították és átépítették. A terveket Beyer Gábor és Zsuzsanna készítették. A 2000-es években az egyházközség 335 tagot számlált, ezek 8%-a német. A templommal szemben 2010-ben felavatták a Luther közösségi házat.

## Leírása
A 19. századi főtéri templom homlokzata klasszicizáló neogótikus stílusú volt; a Hajós köz felé néző oldalon volt a bejárat, a térre néző öttengelyes homlokzaton pedig öt csúcsíves záródású ablak. Az új, Régikórház utcai répületre változatlanul építették rá az eredeti tornyot és a csúcsíves ablakokat.
A Hajós közi egykori iskolaépület és paplak, és a mellette levő bérház ma is áll (str. Horea 1. és 3. szám), jelenleg lakóházakként használják.